# Chlorella
La Chlorella (nombre común: clorela) es un género de algas verdes unicelulares del filo Chlorophyta. Tiene forma esférica, mide de 2 a 10 μm de diámetro y no posee flagelo. La Chlorela contiene los pigmentos verdes fotosintetizadores clorofila-a y -b en su cloroplasto. A través de la fotosíntesis se multiplica rápidamente, pues requiere sólo dióxido de carbono, agua, luz solar y pequeñas cantidades de minerales.
El nombre clorela proviene del griego cloros:  verde; y del sufijo diminutivo latino -ela:  "pequeño".  El bioquímico alemán Otto Heinrich Warburg recibió el Premio Nobel en Fisiología, de Medicina en 1931 por su estudio de la fotosíntesis en la clorela.  
En 1961 Melvin Calvin de la Universidad de California recibió el Premio Nobel de Química por su estudio sobre las modalidades de la asimilación del CO2 en plantas usando clorela.  En años recientes ha disminuido el uso de la clorela como organismo experimental debido a que su reproducción asexual no permite aprovechar los avances de la genética.

## Uso alimentario
En otras épocas se creía que la clorela podría servir como fuente de alimento y de energía debido a su eficiencia fotosintética, que puede alcanzar teóricamente el 8%, (comparable con otros cultivos altamente eficientes como la caña de azúcar). Como posible fuente alimentaria resulta también (en principio) atractiva por su alta proporción de proteína y otros nutrientes esenciales para el ser humano; en seco contiene cerca de 45% de proteína, 20% grasa, 20% carbohidratos, 5% fibra,  10% minerales y vitaminas. Sin embargo, por ser un alga unicelular, su cosecha en gran escala presenta enormes dificultades. Se están comenzando a usar métodos de producción en masa para su cultivo en grandes depósitos artificiales.

### Historia
En un contexto de temor por una posible explosión demográfica, durante fines de la década de 1940 y principios de la siguiente, la clorela fue vista como una nueva y promisoria fuente primaria de alimento y como posible solución a la crisis mundial de alimentos. Mucha gente veía el hambre a nivel mundial como un problema creciente y consideró que la clorela podría ser una forma de terminar con la crisis, proveyendo de grandes cantidades de alimento de buena calidad a un costo relativamente bajo.
Muchas instituciones potenciaron sus estudios sobre el alga, incluyendo la Institución Carnegie, la Fundación Rockefeller, el National Institutes of Health, Universidad de California, la Comisión de Energía Atómica de EE. UU., Universidad de Stanford. Luego de la Segunda Guerra Mundial, muchos europeos pasaban hambre, y los partidarios del malthusianismo lo atribuían no sólo a la guerra sino a la incapacidad del planeta de producir suficiente alimento para una población en rápido crecimiento. Según un reporte de la FAO de 1946, el mundo tendría que producir de 25 a 35% más alimento en 1960 que en 1939 para mantener el ritmo del crecimiento demográfico, mientras que la mejora de la salud requeriría un incremento de 90 a 100%. Dado que la carne era costosa en términos de dinero y de energía para producirla, la escasez de proteínas también era un problema. Incrementar el área cultivada no sería suficiente: la USDA calculó que para alimentar a la población de Estados Unidos en 1975 haría falta añadir 200 millones de acres (800.000 km²) de tierra, pero solo se disponía de 45 millones de acres. La tierra de cultivo ya no podía ser ampliada más. Las únicas esperanzas restantes se depositaban en nuevas técnicas y tecnologías de cultivo.

### Estudios iniciales sobre la clorela
Para afrontar el crecimiento explosivo de la población en la posguerra, los investigadores decidieron buscar recursos inexplotados en el mar. Pruebas iniciales del SRI Internacional del Stanford Research Institute demostraron que la clorela (creciendo en lugares soleados, tibios y poco profundos) podía convertir 20% de energía solar en biomasa que al secarse contenía 50% de proteína. Además, la clorela contenía grasas y vitaminas.  Su eficiencia fotosintética permitía más rendimiento proteico por unidad de área que cualquier otra planta; se predijo que con 20 trabajadores, en 400 ha (4 km²) de granja, podrían producirse 10 000 t de proteínas al año de clorela.
Las investigaciones y producciones piloto desarrolladas en Stanford y otras universidades tuvieron gran repercusión en la prensa, pero no llegaron a producir algas en masa. La clorela era aparentemente una opción viable para la tecnología de la época. Los investigadores del alga incluso esperaban poder añadir clorela en forma de polvo a productos alimentarios convencionales, para fortificarlos con vitaminas y minerales.

### Inviabilidad como fuente masiva de alimentos

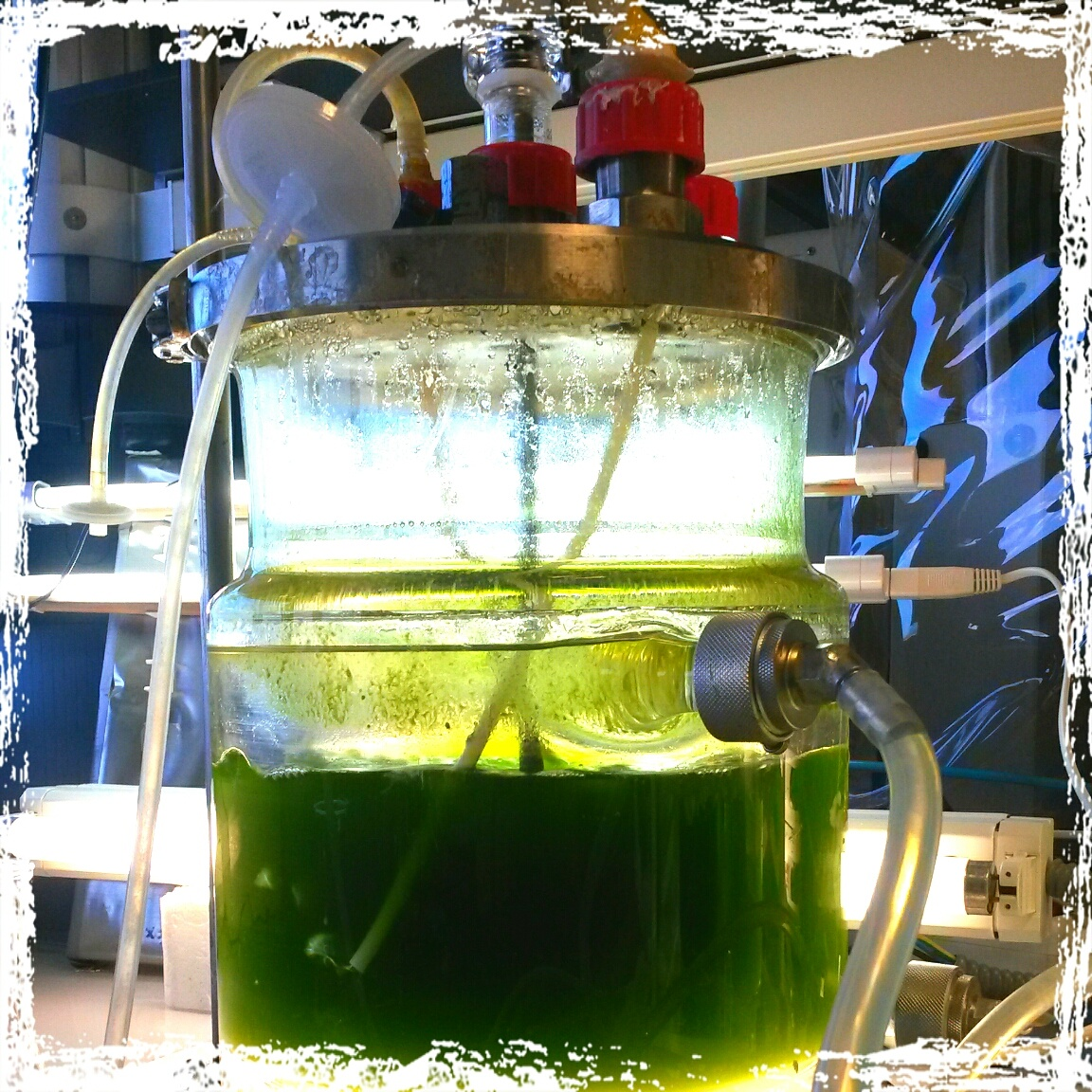
Biorreactor para cultivo de Chlorella sorokiniana

Finalmente se demostró que la clorela plantea muchas más dificultades para su producción que lo previamente imaginado. Los estudios experimentales se habían hecho en laboratorio, jamás en campo. La eficiencia fotosintética máxima de la clorela solo podía lograrse cultivándola en sombra y con iluminación artificial; la luz solar directa disminuye la eficiencia a niveles no muy superiores a los de los cultivos convencionales (aproximadamente un 2,5%).
Además, para que la clorela fuera realmente productiva debería cultivarse en agua carbonatada, lo que agregaría millones al costo de producción. Puede utilizarse azúcar para sustituir el anhídrido carbónico disuelto, en proporción 1 a 2, es decir, 1 kg de azúcar sustituye a 2 kg de gas. Complejos procesos adicionales se requieren para cosechar la clorela y para hacerla una fuente viable de alimento; entre otras cosas, sus paredes celulares de celulosa deberían pulverizarse, ya que son indigeribles para el ser humano. La planta podría sólo alcanzar su potencial nutricional en situaciones altamente modificadas de manera artificial.
El problema de la necesidad de más alimentos para un mundo hambriento se ha intentado resolver con diversas técnicas, entre otras con mejoras en la eficiencia de cultivos, obteniendo mejores resultados -aunque tampoco exentos de problemas-, que con "superalimentos" del tipo de la clorela.

## Uso medicinal
Algunos estudios realizados demostraron que la administración de clorela podría tener efectos antitumorales y de control de la hipertensión.

Dichos estudios no han sido replicados en seres humanos, sin embargo, algunas empresas de producción de clorela avalan aún sus efectos sobre la salud
La clorela se comercializa en la actualidad por empresas que promueven sus efectos como superalimento o como suplemento dietético, atribuyéndole propiedades para el control del peso, prevención del cáncer o apoyo del sistema inmunológico, entre otras. En 2005 la Administración de Alimentos y Drogas de Estados Unidos (FDA) dirigió a Joseph Mercola, un distribuidor líder de "productos naturales de salud", una notificación conminándolo a abstenerse de realizar afirmaciones en su sitio web sobre supuestas propiedades medicinales de la clorela (normalizar el nivel azúcar en sangre y la presión arterial y combatir el cáncer). En la actualidad Mercola y muchos otros vendedores de suplementos dietarios y medicina alternativa comercializan la clorela como agente quelante (destinado a eliminar los metales pesados que se acumulan en el cuerpo). No existe de momento evidencia científica que avale tales afirmaciones.

## Uso como biocombustible
Según un estudio publicado en 2006, existe potencial para la producción industrial de biocombustible líquido a partir de la especie Chlorella protothecoides. Investigadores de la Universidad Tsinghua (Pekín) extrajeron una gran cantidad de aceite de cultivos de C. protothecoides en fermentadores, que fue transformado por transesterificación en un biodiésel de alto poder calorífico.
En 2022, un estudio conjunto de la Universidad de Málaga y la Universidad Nacional del Litoral mostró que la especie Chlorella fusca presenta potencial para la generación de biofuel, debido a la biosíntesis de diferentes metabolitos de interés biotecnológico, entre ellos lípidos que podían ser transformados en  productos de interés comercial, como el biodiésel. La síntesis de estos metabolitos estaba ligada al incremento del estrés en los cultivos del microalga, alcanzándose la máxima producción en los cultivos sometidos a niveles más elevados de estrés, utilizando como sustrato de crecimiento lixiviados no diluidos procedentes de plantas de tratamiento de aguas residuales urbanas. Como proceso secundario, las aguas residuales contaminadas que habían sido utilizadas como sustrato de crecimiento se beneficiaron de una depuración parcial, con un fuerte descenso de sus niveles de demanda biológica de oxígeno, residuos orgánicos y nitrógeno diluido. 

## Plaga en acuarios
La clorela crea problemas en los acuarios, haciendo que el agua se vuelva verde y opaca. Puede crecer fácilmente si hay altos niveles de nitratos y fosfatos o si recibe luz solar directa. Disminuir esos contenidos de fosfatos y nitratos, cambiar el agua parcialmente y colocarlo a la sombra puede resolver el problema.